# Záporecký mlýn
Záporecký mlýn (Kalinův, Na Posledním penízi) je bývalý vodní mlýn v Praze 6-Dejvicích, který stojí na Šáreckém potoce v Šáreckém údolí.

## Historie
Vodní mlýn byl postaven v polovině 16. století Václavem Černým. Současně byl také krčmou, ve které došlo roku 1581 ke krvavé potyčce mezi sedlákem Jiřím Otou z Horomeřic a šlechticem Juliem Opitem z Malicína. V letech 1594–1598 byl jeho majitelem Jakub Fuchs, který k němu přikoupil 3 strychy vinice proti mlýnu na straně lysolajské.
V letech 1618–1625 jej vlastnil staroměstský měšťan Václav Branický. Koupil 1,5 strychu vinice „blíže u mlýna“ a pronajal si vrch u mlýna v míře 3 strychy, který osázel vinnou révou. K tomu koupil ještě 2 háje nad Zlatnicí a 3 vinice v míře 2 strychy.
Během třicetileté války byl mlýn opuštěn a zůstaven proboštům jako pozemkovým pánům. Roku 1691 jej jako rozbitý koupil mlynář Jakub Zelenka od probošta Jana Ignáce Dlouhoveského za 30 zlatých Rýnských. Za sedmileté války o dědictví rakouské byl jeho majitelem Václav Králíček, po jeho smrti roku 1761 mlýn s dvojím složením, stoupou a ostatním stavením získali dědicové. Martin Králíček prodal roku 1803 mlýn za 3.200 zlatých Janu Tůmovi, po něm jej vlastnil syn Ignác Tůma, jehož dcera Kateřina si vzala Jana Kalinu z mlýna Tachlovického. Rod Kalinů držel mlýn až do roku 1939, kdy byl uzavřen.
Mlýn je v majetku Městské části Praha 6. V červenci 2022 vyhlásila MČ výběrové řízení na pronájem mlýna. Úřad nehleděl na žádné další okolnosti, nic nepožaduje a chce pronajmout tomu zájemci, který nabídne nejvyšší částku. Přitom podle schválené územní studie má mlýn sloužit veřejnosti a přes pozemek mezi mlýnem a potokem má vést veřejná cesta.

## Popis
V roce 1919 bylo na hlavní budovu přistavěno jedno patro. Ještě před rokem 1933 získal mlýn nové stroje a elektrický pohon. Po roce 1933 byl zasypán náhon na vodu a v letech 1933-1945 zde byla pouze pekárna.